# 鄭和乾
鄭和乾（16世紀—17世紀），字清軒，湖廣德安府安陸縣人，明朝政治人物。

## 生平
鄭和乾個性醇樸，淡於功名，萬曆十三年（1585年）中式乙酉科舉人，任職延津知縣，任內處事簡易，恥於競逐浮華，捐出耕牛墾田，分配土地清還欠賦，教導諸生誨人不倦，四年內始終如一，陞官饒州府同知，轉任寧國同知，致仕時行李只有三金，八十六歲去世，入祀鄉賢祠。

## 引用
1. 1 2  咸豐《安陸縣志·卷二十八·人物》：鄭和乾，字清軒，萬厯乙酉舉人，負性醇樸，淡於世味，官甯國府同知，宦歸囊橐中止三金，年八十有六卒，祀鄉賢。 以《甯國府志》、《德安府志》修
2. ↑  咸豐《安陸縣志·卷二十四·選舉》：（萬曆）十三年乙酉科汪起雲（舉人）榜……鄭和乾 寧國府同知，見《寧國府志》，有傳
3. ↑  乾隆《衛輝府志·卷二十九·名宦下》：鄭和乾，湖廣安陸縣舉人，萬歷間任延津（知縣），簡易廉靜，恥競浮華，施耕牛以墾田，分逃地而清逋，負親課諸生，誨人不倦。歷官四載始終一節，陞饒州府同知，見去思碑。